# Danuvius guggenmosi
Danuvius guggenmosi (Böhme et al., 2019) è una specie di ominide estinto che visse 11,6 milioni di anni fa durante il medio-tardo Miocene (precisamente tra il Serravalliano e il Tortoniano) nella Germania meridionale, in un'area che ai tempi era probabilmente un bosco con un clima stagionale. È l'unico membro del genere Danuvius. Degli esemplari ritrovati, si stima che un maschio pesasse circa 31 kg, mentre due femmine rispettivamente 17 e 19 kg. Sia il genere che la specie hanno ricevuto la propria nomenclatura nel novembre 2019.

## Tassonomia

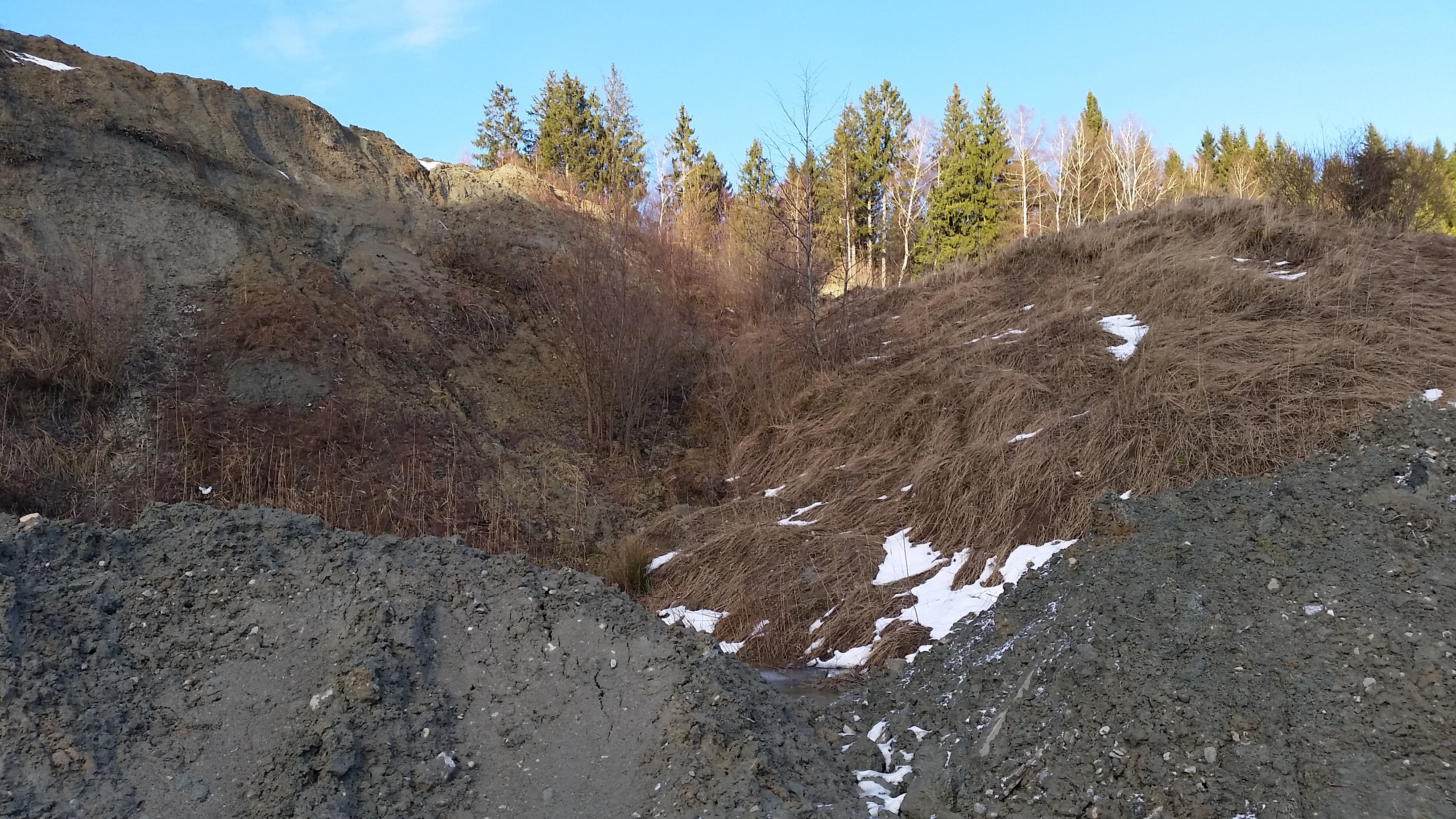
Le ossa di argilla Hammerschmiede vicino a Pforzen, dove sono stati trovati i fossili

Il nome Danuvius è un riferimento al dio celtico-romano Danuvius, nome latino per il fiume Danubio, che scorre attraverso la regione in cui sono stati trovati i resti. L'epiteto specifico guggenmosi viene invece dal nome dell'archeologo Sigulf Guggenmos, che ha scoperto la cava di argilla in cui sono stati trovati i resti.
I suoi resti sono stati scoperti in una cava d'argilla vicino alla città di Pforzen, e sono stati datati con l'ausilio della magnetostratigrafia a 11,62 milioni di anni fa, e sono stati portati alla luce tra 2015 e 2018. L'olotipo, chiamato GPIT/MA/10000, comprende uno scheletro parziale con elementi della bocca, delle vertebre e delle ossa lunghe. Esistono anche tre paratipi: il primo consiste in un femore sinistro adulto (GPIT/MA/10001); il secondo in un femore sinistro adulto, alluce e denti (GPIT/MA/10003); il terzo in denti giovanili e un osso del dito medio (GPIT/MA/10002). In totale, sono stati rinvenuti 37 esemplari.
D. guggenmosi è stato il primo ominide del tardo Miocene scoperta con ossa lunghe completamente conservate che potrebbero essere utilizzate per ricostruire l'anatomia degli arti, e, conseguentemente, sia la sua locomozione che quella degli ominoidi suoi contemporanei. Il suo scopritore, la paleoantropologa Madelaine Böhme, afferma che esso aveva adattamenti sia per appendere sugli alberi che per camminare su due gambe. D. guggenmosi aveva quindi un metodo di locomozione diverso da qualsiasi scimmia precedentemente conosciuta, in quanto probabilmente camminava lungo i rami degli alberi e usava le braccia per sospendersi. Sempre secondo Böhme, l'ultimo antenato comune tra gli esseri umani e gli scimpanzé  si muoveva probabilmente in modo simile, il che renderebbe ancor più plausibile l'ipotesi che l'attività sospensiva delle scimmie ed il bipedismo umano si siano entrambi originati da una specie capace di padroneggiarli entrambi. Tuttavia, è troppo presto per trarre conclusioni definitive, poiché non è ancora chiaro in che modo esso sia imparentato con le grandi scimmie moderne, compreso l'uomo.

## Descrizione
D. guggenmosi era probabilmente piccolo e pesava in media 23 kg. L'olotipo, un maschio adulto, basandosi sulle dimensioni delle articolazioni dell'anca e del ginocchio, pesava probabilmente dai 26 ai 37 kg, con una stima puntuale di 31 kg. L'esemplare femmina adulta GPIT/MA/10003, invece, pesava tra i 14 e i 19 kg, con una stima puntuale di 17 kg. La femmina adulta GPIT/MA/10001, pesava invece tra i 16 e i 22 kg, con una stima puntuale di 19 kg. Questo significa che Danuvius era più grande dei siamanghi, ma molto più piccolo delle grandi scimmie contemporanee; per esempio, i bonobo maschi pesano circa 39 kg mentre le femmine 31 kg.

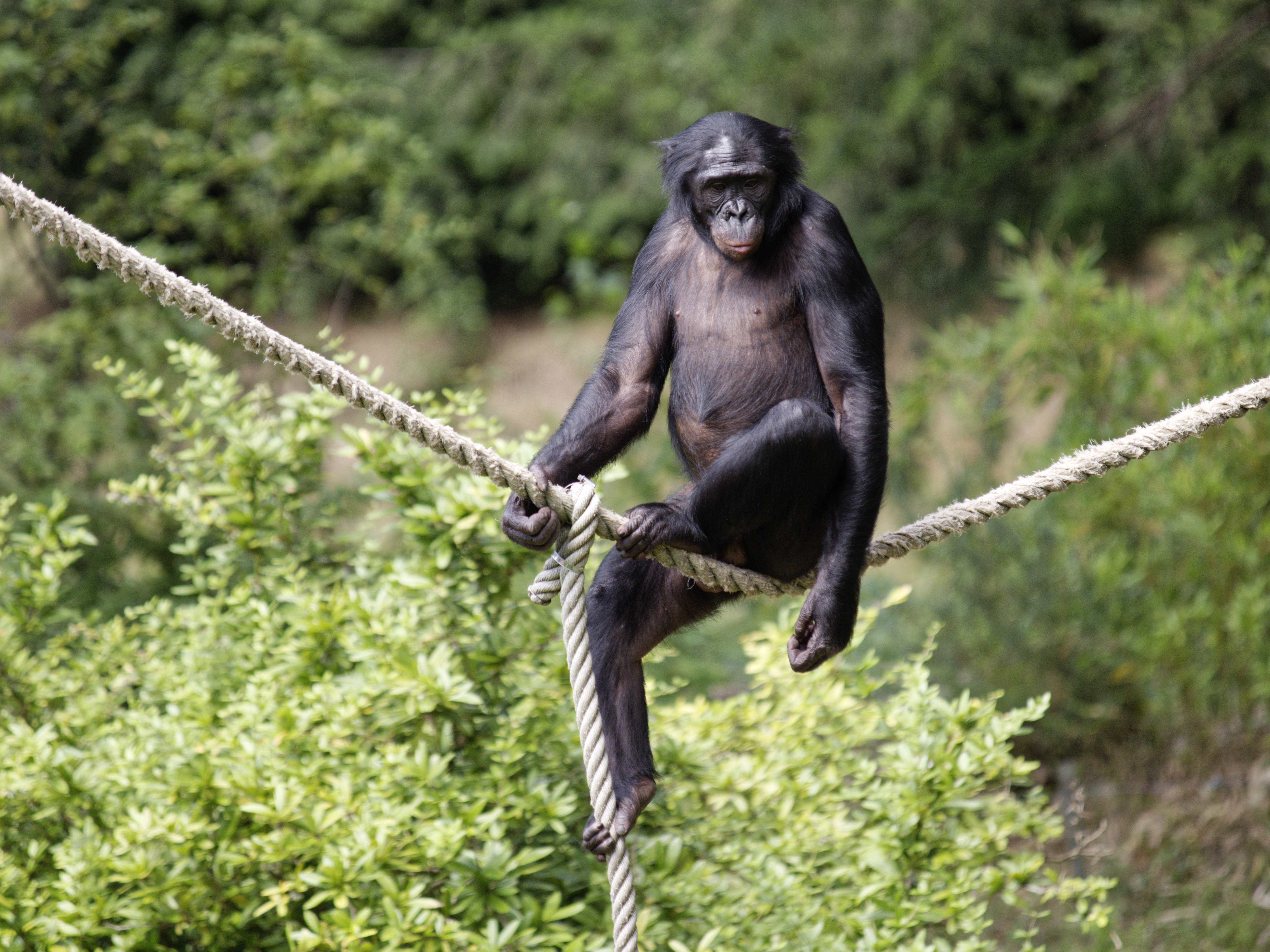
Le proporzioni degli arti di D. guggenmosi sono molto simili a quelle dei bonobo

Il sesso degli individui è stato determinato dalle dimensioni dei canini, siccome si presume che i maschi avessero canini più grandi delle femmine. Si pensa che i dryopithecines maschi avessero una faccia allungata con molari spinti maggiormente verso la parte anteriore della bocca. Come quelli di altri dryopithecines, i molari di D. guggenmosi erano larghi, ed era presente un'ampia lunghezza fra le due cuspidi; tuttavia, i premolari avevano tre radici invece di due e i canini erano, invece che in qualche modo sporgenti, orientati verticalmente.
Si pensa che esso avesse un petto ampio. È la prima grande scimmia conosciuta del Miocene ad avere il diaframma situato nella cavità inferiore del torace, come accade negli Homo: ciò significa che D. guggenmosi aveva probabilmente una zona lombare estesa, e conseguentemente un maggior numero di vertebre lombari funzionali. Ciò potrebbe aver causato la lordosi e potrebbe aver spostato il centro di massa sui fianchi e sulle gambe, il che implica il bipedismo della specie.
Le dita robuste e le ossa del polso e del gomito ipertrofiche indicano una presa forte e adattamenti per le braccia, che servivano a sostenere il peso del corpo. Anche le gambe mostrano adattamenti simili, soprattutto l'articolazione del ginocchio ipertrofica. La caviglia aveva potuto invece avere una funzione simile a quella di un cardine, essendo più stabile se posizionata perpendicolarmente alla gamba anziché ad angolo, come accade nelle scimmie. D. guggenmosi era probabilmente in grado di avere una forte presa con i suoi alluci, che, a differenza delle moderne grandi scimmie africane, gli avrebbero permesso di aggrapparsi ai rami più sottili.
Adattamenti di tale livello nelle articolazioni del braccio e della gamba non sono conosciuti in nessun altro primate. Le scimmie catarrine, che sono plantigrade, non hanno né la capacità di locomozione sospensiva, né di concentrare il proprio peso corporeo sul ginocchio; le scimmie che camminano sulle nocche mancano di alluci e pollici forti e hanno ossa delle dita più robuste; ed in entrambi i casi non si riscontra un ginocchio estensibile. Anche gli oranghi si arrampicano, ma le loro ginocchia mancano di queste capacità.

## Paleoecologia
Dall'anatomia dei suoi arti, si può dedurre che D. guggenmosi probabilmente camminava lungo i rami degli alberi leggermente inclinati con il piede appoggiato direttamente sul ramo, usando i suoi forti alluci per afferrarsi. L'articolazione del ginocchio forte avrebbe dovuto fornire equilibrio durante la deambulazione contrastando le torsioni, mentre le mani avrebbero svolto una funzione simile aggrappandosi ai rami.
La cava in cui Danuvius è stato ritrovato ha anche restituito i resti di altre numerose piccole creature come molluschi, pesci e vertebrati a sangue freddo. I piccoli mammiferi, quali roditori, conigli, faine, criceti e toporagni, costituivano la maggioranza della fauna. Tuttavia, erano presenti anche grandi mammiferi, come l'estinto Dorcatherium, l'antilope Miotragocerus, e il rinoceronte Aceratherium.
Il sito si trova nel bacino della Molassa: alla fine del Miocene, il Mare di Paratetide si era prosciugato e le Alpi si erano sollevate, consentendo l'espansione di habitat umidi nel bacino. Il tardo Miocene potrebbe essere stato l'inizio di una tendenza all'essiccazione, caratterizzata da una maggiore stagionalità, che avrebbe portato le foreste di latifoglie a trasformarsi in un bosco meno denso e adatto alla produzione di frutta e foglie ciclicamente, anziché tutto l'anno. La tendenza al raffreddamento del tardo Miocene potrebbe aver portato alla sostituzione della flora più tropicale con flora di media latitudine e alpina e, infine, all'estinzione delle grandi scimmie europee.